# Autostrada A12 (Svizzera)
La A12 è un'autostrada svizzera che collega Berna e Vevey via Friburgo, ovvero A1 ed A9.
Partendo dai 500 m dello svincolo La Veyre sale fino a 866 m con una pendenza massima del 6%, una delle maggiori sulla rete autostradale svizzera. La massima altitudine è raggiunta a Weiler Prayoud, a nordest di Chatel-Saint-Denis, ed è lo spartiacque fra Rodano e Reno. Attraversa poi il Lago di Gruyère con un viadotto di oltre 2 km.
Fino al 2001, anno di apertura del tronco dell'A1 fra Yverdon-les-Bains e Berna, è stata l'unico collegamento autostradale fra Ginevra, Losanna, Vallese e resto della Svizzera.